# Басмане (станція)
38°25′21″ пн. ш. 27°08′37″ сх. д. / 38.422471244277° пн. ш. 27.143626536714° сх. д.
Залізнична станція Басмане (тур. Basmane Garı) — тупикова залізнична станція в Ізмірі, Туреччина.
Поряд зі станцією Алсанджак, Басмане 

є однією із двох провідних залізничних станцій у місті. 
Кінцева станція всіх поїздів турецьких залізниць ізмірського спрямування. 
Залізничне сполучення здійснюється щодня зі столицею країни Анкарою, містами Бандирма, Конья, Денізлі, Секе, Тіре та Одемішем. 
Назва складається з турецьких слів Basma (турецька друкована бязь ) і hane (будинок), оскільки раніше тут базувалися виробники тканин.

## Розташування
Залізнична станція розташована в центрі міста Ізмір на півночі району Конак. 
На півдні розташоване старе місто з діловим районом Кемеральти, на півночі розташований Культурпарк.

## Історія

### Національний залізничний вокзал
Османська залізнична компанія (ORC), заснована в 1856 році англійськими інвесторами, відкрила в 1860 році станцію Алcанджак від якої поїзди прямували до Торбали. 
4 липня 1863 року інша приватна компанія, Smyrne Cassaba & Prolongements (SCR), здобула концесію на будівництво лінії від Ізміра до Кассаби (сьогодні Тургутлу). 

Компанія, яку також підтримали англійські інвестори, вирішила побудувати власну станцію поблизу центру міста, незалежну від станції OCR. 
Будівництво почалося в 1864 р. і було завершено в 1866 р. 25 жовтня 1866 р. відбулося відкриття станції Басмане. 
Завдяки розташуванню маршрутних мереж SCR та ORC, з того часу відбувся перетин ліній, що прямують від двох кінцевих станцій на схід. Обидві станції з'єднані сполучними кривими.
SCR використовував будівлю для пасажирського та вантажного транспорту. 
Для цього в тиловій частині вокзалу збудували вантажний термінал. 
Під час Першої світової війни вокзал і залізничну компанію передано під військовий контроль Османської імперії. 
Після війни та заснування Турецької республіки SCR знову взяла під свій контроль станцію та мережу маршрутів, поки в 1934 році не було засновано Турецьку залізничну компанію TCDD, і SCR не було поглинено нею. 
У 2001 році колії електрифікували, але не використовували. 
З 2006 року станцію реконструювали, пасажирські перевезення припинили до 2009 року.

### Пересадка на станцію метро
Під вокзалом знаходиться однойменна станція метро. 
Станція метро знаходиться на лінії Фахреттін-Алтай — Евка 3 Ізмірського метрополітену, що побудована таким чином, щоб входи та виходи мали крокову доступність від вокзалу Басмане.
Метростанцію Басмане відкрито 22 травня 2000 р.